# شيرو تاكاسو
الأدميرال شيرو تاكاسو (27 أكتوبر 1884 - 2 سبتمبر 1944) ضابط في البحرية الإمبراطورية اليابانية خلال الحرب العالمية الثانية.